# Microsoft Research
Microsoft Research (MSR) là công ty con nghiên cứu của Microsoft. Công ty này được Richard Rashid lập nên vào năm 1991 với mục đích cải tiến máy tính hiện đại nhất và giải quyết các vấn đề khó khăn trên thế giới thông qua đổi mới công nghệ với sự cộng tác của các nhà nghiên cứu học thuật, chính phủ và sở ban ngành. Nhóm Microsoft Research sử dụng hơn 1.000 nhà khoa học máy tính, nhà vật lý, kỹ sư và nhà toán học, bao gồm người đoạt Giải thưởng Turing, người chiến thắng Huy chương Fields, Học bổng MacArthur và người đoạt Giải thưởng Dijkstra.
Từ năm 2010 đến năm 2018, 154.000 bằng sáng chế AI được nộp trên toàn thế giới, thì Microsoft chiếm tỷ lệ phần trăm lớn nhất trong số các bằng sáng chế ở mức 20%. Theo ước tính trong các ấn phẩm thương mại, Microsoft đã chi khoảng 6 tỷ USD hàng năm cho các sáng kiến nghiên cứu từ năm 2002-2010 và chi từ 10-14 tỷ USD hàng năm kể từ năm 2010.
Microsoft Research đã đạt được những bước tiến đáng kể trong lĩnh vực AI mà nhóm này đưa vào các sản phẩm của mình bao gồm Kinect, Bing, Holo Lens, Cortana, Microsoft Translator, Linkedin và Dynamics nhằm cung cấp cho khách hàng nhiều lợi ích hơn và dịch vụ tốt hơn.